# Spawn
Spawn és una pel·lícula estatunidenca fantàstica dirigida per Mark Dippé, estrenada l'any 1997, basada en el comic Spawn de Todd McFarlane. Ha estat doblada al català.

## Argument
Al Simmons, un agent dels serveis secrets americà, és eliminat en missió en una fàbrica d'armes bioquímiques seguint les ordres del seu cap Jason Wynn. Arribat a l'infern, tanca un pacte amb el dimoni Malebolgia amb l'objectiu de tornar a veure la seva dona Wanda. A canvi, haurà de portar els exèrcits del Mal al seu últim combat contra les forces del Bé. Simmons esdevé llavors un guerrer amb poders sobrenaturals: Spawn. Però mentrestant, Wanda ha refet la seva vida amb Terry Fitzgerald, el millor amic del seu difunt espòs.

## Repartiment
- Michael Jai White: Al Simmons / Spawn
- John Leguizamo: Pallasso / Violador
- Martin Sheen: Jason Wynn
- Theresa Randle: Wanda Blake
- Nicol Williamson: Cogliostro
- D. B. Sweeney: Terry Fitzgerald
- Melinda Clarke: Jessica Priest
- Miko Hughes: Zack
- Sydni Beaudoin: Cyan Fitzgerald
- Michael Papajohn: Glen, el pare de Zack
- Frank Welker: el dimoni Malebolgia (veu)
- Robia LaMorte: reporter de la cadena XNN
- John Cothran Jr.: agent de connexió amb l'Àfrica
- Caroline Gibson: presentadora del diari televisat
- Marc Robinson: primer punk
- Chris Coppola: segon punk
- Tony Haney: agent de connexió amb l'Àfrica
- Darryl Warren: guàrdia de seguretat
- Jay Caputo: tercer punk
- Mike Akrawi: dignatari estranger
- Jack Coleman: metge
- Romeo Akrawi: dignatari estranger
- Laura Stepp: Angela
- Garrison Imitar: anestesiologista
- Todd McFarlane: un vagabund

## Banda original
Spawn: The Album (Soundtrack) estrenada el 29 de juliol de 1997 (Sony).
1. (Can't You) Trip Like I Do - Filter & The Crystal Method – 4:28
2. Long Hard Road Out of Hell - Marilyn Manson & Sneaker Pimps – 4:21
3. Satan - Orbital & Kirk Hammett/Metallica – 3:45
4. Kick the P.A. - Korn & The Dust Brothers – 3:21
5. Tiny Rubberband - Butthole Surfers & Moby – 4:12
6. For Whom the Bell Tolls - Metallica & DJ Spooky – 4:39
7. Torn Apart - Stabbing Westward & Josh Wink – 4:53
8. Skin Up Pin Up - Mansun & 808 State – 5:27
9. One Man Army - The Prodigy & Tom Morello/Rabia Against the Machine – 4:14
10. Spawn Again - Silverchair & Vitro – 4:28
11. T-4 Strain - Henry Rollins & Goldie – 5:19
12. Familiar - Incubus & DJ Greyboy – 3:22
13. No Remorse (I Wanna Die) - Slayer & Atari Teenage Riot – 4:16
14. A Plane Scraped Its Belly On A Sooty Yellow Moon - Soul Coughing & Roni Size – 5:26.[3]

## Rebuda
El film rep crítiques molt negatives. A Rotten Tomatoes, obté una nota de 13% de crítiques positives. El lloc AlloCiné confereix al film Spawn una nota mitjana d'1,6 sobre 5. i al lloc IMDB una nota mitjana de 4,9 sobre 10.
Marc Toullec, a la seva crítica per Ciné Live, escriu que «el film es boicoteja ell mateix des de les primeres imatges» i que és «més PlayStation que cinema». Conclou jutjant el film com una «lamentable adaptació d'un còmic reputat».
Geoffrey Claustriaux, del lloc Horror.net, estima per la seva part que «bones idees floten en un oceà de mediocritat» i que «la història és tot el que hi ha més banal i previsible», però que «el que xoca més, és que tot el costat fosc s'ha deixat a l'armari per presentar Spawn com un nou superheroi». Conclou jutjant el film com «una grossa decepció informa del formidable potencial del còmic».
Premis 1997: Festival de Cinema Fantàstic de Sitges: Millors efectes especials
Crítica "Desplegament visual de tal magnitud que el guió queda enterrat"